# 格伯峰
格伯峰（英語：Gerber Peak），是南極洲的山峰，位於葛拉漢地的丹科海岸，處於拉希爾角西南面4公里的湯姆森灣以南，由比利時探險隊繪入地圖，現時由南極條約體系管理。